# ヒロオビミドリシジミ
ヒロオビミドリシジミ（広帯緑小灰蝶、Favonius cognatus）は、チョウ目（鱗翅目）シジミチョウ科ミドリシジミ亜科に属するチョウの一つ。ゼフィルスと呼ばれるグループの一種。

## 形態
ハヤシミドリシジミに似ており、長らく混同されていた。日本産ミドリシジミ13種のうち最も発見の遅かった種である。後翅裏の赤斑は2つに分かれ、白色帯の内側に影のような暗色帯がよく現れる。また前翅中室の先端が暗色条となる。♂の翅表は青みを帯びた緑色の構造色を示す。
卵で越冬する。食樹であるナラガシワの生える雑木林と結びつくため低山地で見られ、高所すぎるところにはいない。成虫は6月中旬から7月頭にかけて発生し、すばやく飛翔する。雄の占有飛翔は一日2回だが朝方はハヤシミドリシジミより遅く、夕方は早い。

## 分布
日本固有亜種で、大阪府北部の三草山以西の中国地方にいくつかの生息地がある。三草山の緑地環境保全地域では捕獲が禁止されている。
淡路島でも記録があるが、ここ数年の生息状況に関しては情報が少ない。
原名亜種Favonius cognatus cognatusは国外にも分布している。